# Nứa lá nhỏ
Nứa lá nhỏ, tên khoa học Schizostachyum pseudolima, là một loài thực vật có hoa trong họ Hòa thảo. Loài này được McClure miêu tả khoa học đầu tiên năm 1940.